# Lucas Evangelista (futebolista)
Lucas Evangelista Santana de Oliveira (Limeira, 6 de maio de 1995) é um futebolista brasileiro que atua como meio-campista central. Atualmente, joga pelo Palmeiras.

## Carreira

### Deportivo Brasil
Evangelista começou sua carreira nas categorias de base do Desportivo Brasil em 2009, em 2012 se mudou para São Paulo.

### São Paulo
Evangelista foi promovido ao São Paulo em maio de 2013, após o clube ter sido eliminado na Copa Libertadores da América de 2013. O presidente do clube, Juvenal Juvêncio, junto ao técnico da época, Ney Franco, excluiu sete jogadores do elenco, promovendo jogadores das categorias de base ao time principal para substituí-los. O meio-campista fez sua estreia em um 0–0 contra o Atlético Mineiro em junho de 2013.
Em 11 de agosto de 2013, ele marcou seu primeiro gol jogando pelo Tricolor na derrota por 1–2 contra a Portuguesa. Evangelista derrubou o jogador que estava o marcando e chutou para o gol do goleiro Lauro, da Portuguesa. Apesar da crise do time na época, o jovem elogiou o primeiro gol pelo clube, dedicando-o ao pai (era Dia dos Pais no Brasil naquele dia).
Após a temporada de 2013, Evangelista elogiou suas chances na equipe titular do clube. Ele foi citado na imprensa brasileira como tendo dito "No começo, quando fui promovido, fiquei chocado. Somos tratados de maneira diferente nas categorias de base, mas fui me adaptando aos poucos ao estilo do time. Infelizmente não tivemos um bom ano, mas foi produtivo a nível pessoal."

### Udinese
Em 28 de agosto de 2014, Evangelista se juntou ao time italiano da Série A, o Udinese, por € 4 milhões de euros. Em seus primeiros 1 ano e meio em Udine, ele fez apenas quatro jogos.
Em 20 de janeiro de 2016, Evangelista mudou-se para o Panathinaikos pelo resto da temporada.

### Nantes
Em 27 de julho de 2018, Evangelista se juntou ao Nantes, da Ligue 1, por um contrato de cinco anos.

### Red Bull Bragantino
Em 10 de agosto de 2020 o Evangelista e emprestado ao Red Bull Bragantino, mas no dia 1 de julho de 2021 é comprado por € 1,6 milhões de euros.

### Palmeiras
Em 14 de março de 2025, o Palmeiras anunciou a contratação de Lucas Evangelista; o jogador assinou um contrato válido até o fim de 2026, com possibilidade de extensão por mais um ano caso metas sejam atingidas. O valor da transferência não foi oficializado, mas, segundo o portal brasileiro ge, o clube paulista pagou quatro milhões de euros (24 milhões de reais, na época) ao Red Bull Bragantino. Foi apresentado oficialmente no dia 21 de março, recebendo a camisa de número trinta. Fez sua estreia em 30 de março, num empate em 0–0 contra o Botafogo, pelo Campeonato Brasileiro. Seu primeiro gol pelo novo clube foi em 20 de julho; Evangelista marcou o primeiro gol de uma vitória palmeirense por 3–2 contra o Atlético Mineiro, também pelo Campeonato Brasileiro.

## Títulos
Seleção Brasileira Sub-20
- Torneio Internacional de Toulon: 2014